# نصیرآباد (زاوه)
نصیراباد روستایی در دهستان ساق بخش سلیمان شهرستان زاوه استان خراسان رضوی ایران است.

## جمعیت
بر پایه سرشماری عمومی نفوس و مسکن در سال ۱۳۹۰ جمعیت این روستا ۷۱۶ نفر (در ۲۰۹ خانوار) بوده‌است.

## جغرافیا
آب وهوا این روستا تابستان‌ها گرم و زمستان‌ها سرد و خشک است.